# Neal Barnard
Neal D. Barnard – amerykański lekarz propagujący dietę roślinną w ramach profilaktyki zdrowotnej wielu chorób cywilizacyjnych, założyciel Komitetu Lekarzy na rzecz Medycyny Odpowiedzialnej.

## Życiorys
Ukończył studia medyczne na Uniwersytecie Jerzego Waszyngtona w Waszyngtonie ze specjalizacją z psychiatrii. W 1985 roku założył Komitet Lekarzy na rzecz Medycyny Odpowiedzialnej, który zajmuje się propagowaniem diety wegańskiej jako jednego z elementów profilaktyki zdrowotnej zapobiegającej chorobom serca, cukrzycy i otyłości oraz popularyzacją takich metod prowadzenia badań naukowych, które nie wiążą się z wykorzystywaniem zwierząt. W 2015 roku założył Barnard Medical Center, będący spółką zależną Komitetu Lekarzy na rzecz Medycyny Odpowiedzialnej, udostępniający usługę podstawowej opieki zdrowotnej.

Autor kilkudziesięciu artykułów naukowych opublikowanych m.in. w Journal of the American Medical Association, The American Journal of Clinical Nutrition, The American Journal of Medicine, The Journal of the American Dietetic Association, The American Journal of Cardiology, Lancet Oncology, a także popularnonaukowych m.in. Scientific American. Występował jako ekspert w filmach dokumentalnych Forks Over Knives (2011) oraz What the Health (2017).

## Publikacje

### Książki przetłumaczone na język polski
- Pokonaj cukrzycę z doktorem Barnardem 2015, Wydawnictwo Galaktyka ISBN 978-83-7579-398-7 (org. Dr. Neal Barnard’s Program for Reversing Diabetes, 2007, Rodale)
- Uciec przed chorobą 2001, Książka i Wiedza ISBN 978-83-05-13181-0
- Żywność dla mózgu 2015, Vital ISBN 978-83-64278-43-3 (org. Dr. Neal Barnard’s Program for Reversing Diabetes, 2013, Grand Central)